# The Best: Czas relaksu
The Best: Czas relaksu – album kompilacyjny Andrzeja i Jerzego Rybińskich zawierający ich największe przeboje, wydany w 2006 roku przez Agencję Artystyczną MTJ jako część serii The Best.

## Lista utworów
1. „Biały dom” – (03:45)
2. „Złota kołysanka” – (03:33)
3. „Nie liczę godzin i lat” – (03:18)
4. „Marzenia po sezonie” – (03:32)
5. „Pocieszanka” – (03:23)
6. „Nic tu po tobie” – (03:48)
7. „Na dnie serca schowaj żal” – (03:42)
8. „Prawdziwy romans” – (03:27)
9. „Czas relaksu” – (03:25)
10. „Na sąsiedniej ulicy” – (03:49)
11. „Dżinsowy plecak” – (03:49)
12. „Chłopcy z gór” – (03:31)
13. „Zima tuż” – (03:19)
14. „Spokój” – (03:01)
15. „Dotknięci” – (03:27)
16. „Sen o życiu” – (03:02)
17. „Wszystko ma swój czas” – (04:52)
18. „Każdy tego chce” – (03:02)
19. „Senne koszmary” – (03:52)